# 杏子御津
杏子 御津（あんず みつ）は日本の女性声優。フリーランス。主にアダルトゲームに声をあてている。

## 出演

### テレビアニメ
- おーばーふろぉ（2020年、白河 琴音[2]）

### ドラマCD
- ドラマCD ‘＆’-空の向こうで咲きますように-幻の堀出夏祭り（楠井 梨子、楠井 梨乃、楠井 梨未）[3]
- ドラマCD はつゆきさくら〜ゴーストトラベル〜（東雲 希）
- ドラマCD はつゆきさくら 第2巻〜ゴーストウォー〜（東雲 希）

### アダルトゲーム
2008年
- スマガ（ガーネット）

2009年
- 祝福のカンパネラ（ミネット）
- 星空のメモリア -Wish upon a shooting star-（メア＝S＝エフェメラル）
- スマガスペシャル（ガーネット）
- 夏ノ雨（桂木 千恵）

2010年
- airy［F］airy 〜Easter of Sant'Ariccia〜（ヘレン・フォルト）
- なりきりバカップル!（咲野 香奈美）
- 星空のメモリア Eternal Heart（メア＝S＝エフェメラル）
- 星空へ架かる橋（藤堂 かさね）
- 恋と選挙とチョコレート（青海 衣更）
- 恋神 -ラブカミ-（月詠 ウサギ）
- 祝祭のカンパネラ!（ミネット）
- Hello,good-bye（柊 コハル）
- アザナエル（小碓 千秋）

2011年
- もろびと こぞりて 〜JOY TO THE WORLD! THE LORD IS COME〜（渾神 紫）
- Hyper→Highspeed→Genius（アイリス＝ウィンザー）
- いろとりどりのセカイ（敷島 鏡）
- 七つのふしぎの終わるとき（水嶋 氷子）

2012年
- 真剣で私に恋しなさい!S（九鬼 紋白）
- はつゆきさくら（東雲 希）
- ‘&’ - 空の向こうで咲きますように -（楠井 梨子、楠井 梨乃、楠井 梨未）
- ものべの（沢井 夏葉）
- 英雄*戦姫（始皇帝）
- フツウノファンタジー（ヒスイ・ハーティア）
- 星空へ架かる橋AA（藤堂 かさね）
- 1/2 summer（久遠寺 澄空）
- いろとりどりのヒカリ（敷島 鏡）
- イモウトノカタチ（ミータ）
- 中の人などいない!（本堂 絢乃）

2013年
- 運命が君の親を選ぶ 君の友人は君が選ぶ（雪都 梨鈴）
- ものべの -happy end-（沢井 夏葉）
- うそつき王子と悩めるお姫さま -PRINCESS SYNDROME-（月丘 泉）

2014年
- 英雄*戦姫 GOLD（始皇帝）
- ものべの -more smile- for Natsuha（沢井 夏葉）
- アストラエアの白き永遠（大神 累）
- 晴のちきっと菜の花びより（綾崎 菜乃花）

2015年
- 紅い瞳に映るセカイ（敷島 鏡）

2016年
- まいてつ（れいな）
- 真剣で私に恋しなさい!A（九鬼 紋白）
- あきゆめくくる（小高 柚月）

2017年
- しゅがてん！(聖代橋 氷織)
- 春音アリス*グラム（藤乃 雪）
- 真・恋姫†夢想-革命- 蒼天の覇王（陳登）
- 桜ひとひら恋もよう（成本 桜花）
- 幕末尽忠報国烈士伝 -MIBURO-（尾形 俊太郎）
- BALDR BRINGER（アンネ）
- 美少女万華鏡-罪と罰の少女-（覡 夕摩）

2018年
- 真・恋姫†夢想-革命- 孫呉の血脈（陳登）
- BALDR BRINGER EXTEND CODE（アンネ）
- BALDR ACE（白夜のコユキ）

2019年
- はぴねす!2 Sakura Celebration（一条 熾月）
- 真・恋姫†夢想～天下統一伝～（陳登）
- 白恋サクラ*グラム（藤乃 雪）
- 恋嵐スピリッチュ（エリーゼ）
- タマユラミライ（小伯 白）
- 真・恋姫†夢想-革命- 蒼天の覇王（陳登）

2020年
- はぴねす!2 りらっくす（一条 熾月）
- 恋愛×ロワイアル（小町 乃々香）
- ココロのカタチとイロとオト（星名 春音)
- まいてつ Last Run!!（れいな）

2021年
- 我が姫君に栄冠を（ミーミー）
- D.C.4 Plus Harmony ～ダ・カーポ4～ プラスハーモニー（鳳城詩名）
- 悠久のカンパネラ（ミネット）　　　　　　　　　　　　　　　　

2022年
- D.C.4 Sweet Harmony 〜ダ・カーポ4〜
スイートハーモニー(鳳城詩名)

2023年
- 真・恋姫†英雄譚5 ～乙女耀乱☆三国志演義［魏］～（陳登）
- 俺の瞳で丸裸! 不可知な未来と視透かす運命(来栖 光流)

### ソーシャルゲーム
- 英雄*戦姫ＷＷ（始皇帝）
- にじげんカノジョ（雨宮 ゆい）

### コンシューマーゲーム
2013年
- ‘&’ - 空の向こうで咲きますように -（楠井 梨子、楠井 梨乃、楠井 梨未）

2015年
- いろとりどりのセカイ WORLD’S END -RE:BIRTH-（敷島 鏡）

2017年
- はつゆきさくら（東雲 希）

2022年
- はぴねす! Sakura Celebration（一条 熾月）
- 悠久のカンパネラ（ミネット）

2025年
- 白恋サクラ＊グラム（藤乃 雪）

### 同人ゲーム
- 炉姦12～アリスたちの膣と感触～

### 音声作品
-役名の掲載があるもののみ()に表記
※一部作品から抜粋 ★マークは全年齢作品。他はR-18指定に該当。
- 軍服を着た軍人彼女がご奉仕してくれた話～素の軍人彼女～(蒼戸 夜子)
- オナホでお仕置きなのです!
- J○義妹りなとナイショの耳かきリフレ裏メニュー ～密着ご奉仕小悪魔えっち♪～【KU100バイノーラル】（莉奈(りな) / 義理の妹）
- 【ハイレゾ×KU100バイノーラル】そこのお兄さん、今日あたしたちの家に泊まっていきませんか?～甘くてエッチな耳責め赤ちゃん生活♪（時枝 九遠）
- 【ハイレゾ×KU100バイノーラル】幻想天国・和耳旅館～小さな妖狐姉妹による、甘やかしセラピー♪（篠葉）
- ★【耳かき・山遊び】あやかし郷愁譚 ～妹 夏葉～【お昼寝】（夏葉）
- ダキカノ 5thシーズン Vol.1（2021年、桜木ちょこ）

### インターネット番組
- Radio うーぶり屋 第22回ゲスト（FAVORITE公式サイト内：2012年10月16日）
- ナナウィンドPresents ラジオ・アリスグラムガーデン（音泉：2016年9月22日 - 2017年7月13日）[31]

## 音楽CD
- 祝福のカンパネラ キャラクターソングCD Vol.1「*twinkle*twinkle*」（2008年10月24日）